# Póvoa do Concelho
Póvoa do Concelho é uma povoação portuguesa sede da Freguesia de Póvoa do Concelho do Município de Trancoso, freguesia com 10,84 km² de área e 248 habitantes (censo de 2021), tendo, por isso, uma densidade populacional de 22,9 hab./km².

## Demografia
A população registada nos censos foi:
| Distribuição da População por Grupos Etários | Distribuição da População por Grupos Etários | Distribuição da População por Grupos Etários | Distribuição da População por Grupos Etários | Distribuição da População por Grupos Etários |
| -------------------------------------------- | -------------------------------------------- | -------------------------------------------- | -------------------------------------------- | -------------------------------------------- |
| Ano                                          | 0-14 Anos                                    | 15-24 Anos                                   | 25-64 Anos                                   | > 65 Anos                                    |
| 2001                                         | 47                                           | 32                                           | 118                                          | 62                                           |
| 2011                                         | 21                                           | 38                                           | 136                                          | 81                                           |
| 2021                                         | 24                                           | 21                                           | 112                                          | 91                                           |